# Juda, Isusov rođak
Prema Novome zavjetu, Juda je bio rođak (bratić) Isusa Krista. Prema tradiciji, on je autor Judine poslanice, koja se nalazi između Pavlovih poslanica i Otkrivenja.
Prema Evanđelju po Marku i Evanđelju po Mateju, Isus je imao četvoricu rođaka (»braće«), a ime jednog bilo je Juda. Većina protestanata vjeruje da je ovaj Juda bio sin Isusove majke Marije i njezinog supruga Josipa te tako Isusov polubrat. (Ebioniti – rana židovsko-kršćanska sekta – vjerovali su da je Isus bio sin Marije i Josipa, a ne Sin Božji.) U pravoslavlju, Judu se smatra sinom Josipa i njegove prve supruge. Papija Hierapolski je zapisao da je Juda bio sin Marije Kleofine, dok je biskup Epifanije Salaminski tvrdio da je Josipu njegova prva supruga rodila Judu, Josipa, Jakova i Šimuna, kao i dvije kćeri. Nakon ženine smrti, Josip se oženio Marijom.
Tradicionalno, Judina poslanica se smatra Judinim djelom jer na početku piše da je autor Juda, „brat Jakovljev”. Ovdje se može smatrati da je taj Jakov istovjetan Jakovu Pravednom. Klement Aleksandrijski je napisao da je pisac Judine poslanice bio „sin Josipa te brat Gospodnji”. Druge teorije tiču se apostola Jude, čije se ime ne nalazi na svim popisima apostola. U Evanđelju po Luki, Juda je nazvan „Judom Jakovljevim”, što se katkad smatra spomenom da je taj Juda bio brat Jakova, ali je moguće da se radi o patronimu — drugim riječima, Juda je bio sin nekog Jakova. Sirijska tradicija poistovjećuje apostola Judu s apostolom Tomom.
Povjesničar Euzebije Cezarejski je pisao o potomcima Jude koji su živjeli tijekom vladavine Domicijana. Epifanije spominje biskupa Judu Kirijaka, koji je bio praunuk Isusovog brata Jude.